# Weismain
Weismain este un oraș din districtul Lichtenfels, regiunea administrativă Franconia Superioară, landul Bavaria, Germania. 

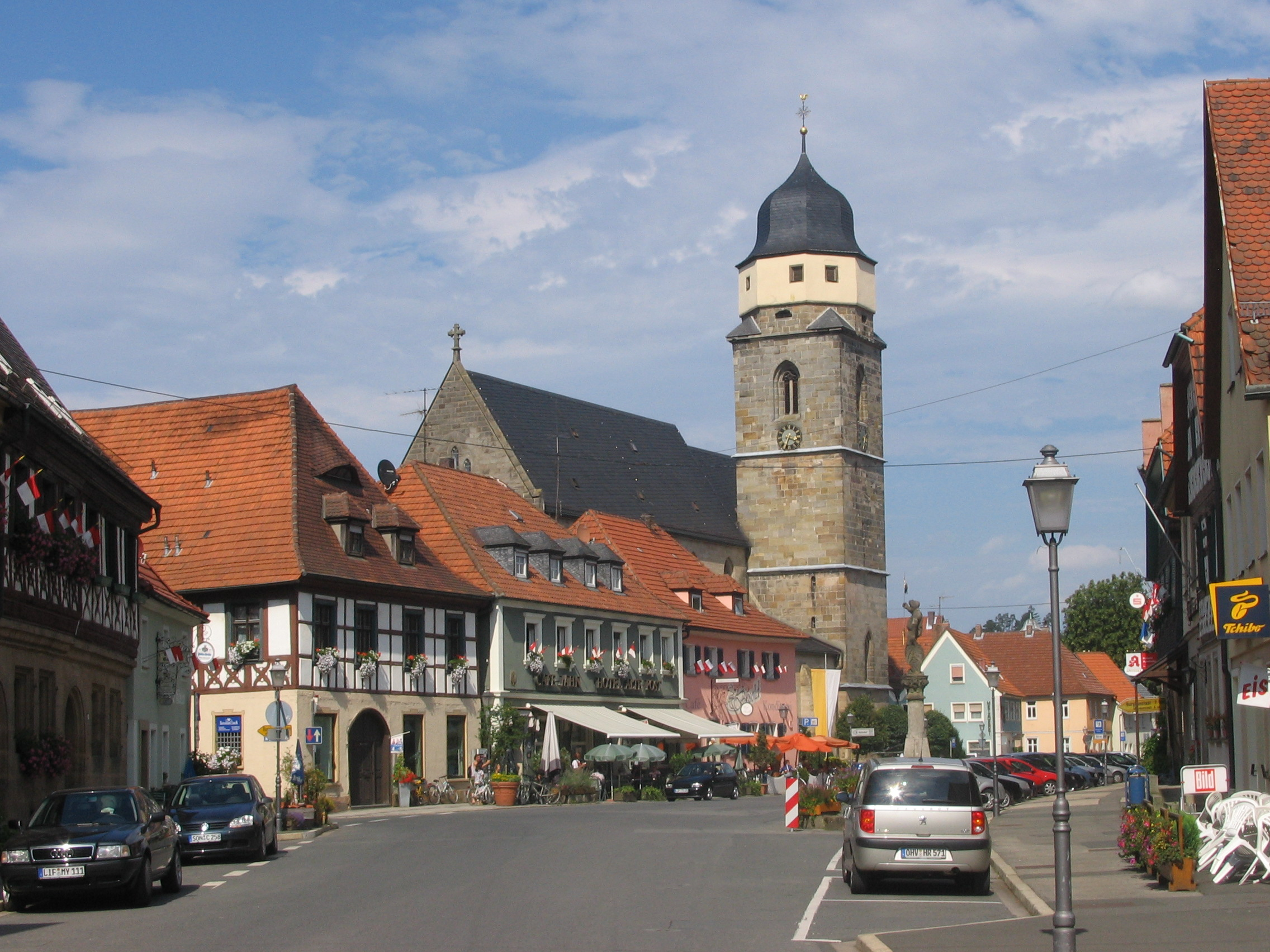
Weismain